# 1694
1694 (MDCXCIV) a fost un an obișnuit al calendarului gregorian, care a început într-o zi de miercuri.

## Evenimente
- 27 iulie: Se înființează Banca Angliei (Bank of England) de către Parlamentul englez, cu sediul în Londra. În data de 1 martie 1946, banca a fost naționalizată.

## Nașteri
- 24 februarie: Bartolomeo Altomonte, pictor austriac (d. 1783)
- 12 iulie: Gustave Caroline de Mecklenburg-Strelitz (d. 1748)
- 21 iulie: George Brandt, chimist suedez (d. 1768)
- 28 august: Charlotte Christine de Brunswick-Lüneburg, soția Țareviciului Alexei al Rusiei (d. 1715)
- 25 septembrie: Henry Pelham, prim-ministru al Marii Britanii (d. 1754)
- 21 noiembrie: Voltaire (n. François-Marie Arouet), scriitor și filosof al iluminismului francez (d. 1778)

## Decese
- 4 februarie: Natalia Narîșkina (Natalia Kirillovna Narîșkina), 42 ani, țarină a Rusiei, a doua soție a Țarului Alexei I al Rusiei (n. 1651)
- 16 aprilie: Claire-Clémence de Maillé, 66 ani, nepoata Cardinalului Richelieu, Prințesă de Condé (n. 1628)
- 27 aprilie: Johann George al IV-lea, Elector de Saxonia, 25 ani (n. 1668)
- 6 septembrie: Francesco al II-lea d'Este, Duce de Modena, 34 ani (n. 1660)
- 30 septembrie: Marcello Malpighi, 66 ani, medic italian (n. 1628)
- 11 decembrie: Ranuccio al II-lea, Duce de Parma, 64 ani (n. 1630)
- 28 decembrie: Regina Maria a II-a a Angliei, 32 ani (n. 1662)